# لمه
لمه، روستایی از توابع بخش کلاشی شهرستان جوانرود در استان کرمانشاه ایران است.

## جمعیت
این روستا در دهستان کلاشی قرار دارد و براساس سرشماری مرکز آمار ایران در سال ۱۳۸۵، جمعیت آن ۵۹ نفر (۱۰خانوار) بوده‌است.